# سعيد المسماري
سعيد المسماري (مواليد 24 أبريل 1996) لاعب كرة قدم إماراتي يجيد اللعب كحارس مرمى مع نادي دبا الفجيرة.
مثل نادي الفجيرة في فئة الأشبال وإنتقل إلى نادي الوحدة في عام 2008 و تدرج في الفئات السنية إلى أن وصل للفريق الأول في عام 2017 و انتقل إلى نادي خورفكان في عام 2019 و وقع مع نادي حتا في صيف 2020 و انتقل إلى نادي الظفرة في عام 2023 و انتقل إلى نادي دبا الفجيرة في عام 2024.